# 276 (numero)
Duecentosettantasei (276) è il numero naturale dopo il 275 e prima del 277.

## Proprietà matematiche
- È un numero pari.
- È un numero composto con 12 divisori: 1, 2, 3, 4, 6, 12, 23, 46, 69, 92, 138, 276. Poiché la somma dei suoi divisori (escluso il numero stesso) è 396 > 276, è un numero abbondante.
- È un numero semiperfetto in quanto pari alla somma di alcuni (o tutti) i suoi divisori.
- È parte delle terne pitagoriche (115, 276, 299), (207, 276, 345), (276, 368, 460), (276, 493, 565), (276, 805, 851), (276, 1040, 1076), (276, 1575, 1599), (276, 2107, 2125), (276, 3168, 3180), (276, 4757, 4765), (276, 6345, 6351), (276, 9520, 9524), (276, 19043, 19045).
- È un numero intoccabile.
- È un numero palindromo nel sistema di numerazione posizionale a base 8 (424).
- È un numero triangolare.
- È un numero pratico.
- È un numero rifattorizzabile in quanto divisibile per il numero dei propri divisori.
- È un numero congruente.
- È un numero odioso.

## Astronomia
- 276P/Vorobjov è una cometa periodica del sistema solare.
- 276 Adelheid è un asteroide della fascia principale del sistema solare.

## Astronautica
- Cosmos 276 è un satellite artificiale russo.